# Decauville-Bahn Sousse–Kairouan
| Pferdebahn am Bahnhof in Sousse Dampfbetrieb am Stadtrand von Sousse |                     |              |              |
| Streckenverlauf am Bahnhof Sousse Streckenverlauf Sousse–Kairouan |                     |              |              |
| Streckenlänge: | 63,6 km             |              |              |
| Spurweite: | 600 mm (Schmalspur) |              |              |
| |                     |              |              |
| \| \| 0 \| Sousse \| Sousse \| \| \| 15 \| Oued Laya \| Oued Laya \| \| \| 27 \| El-Onk \| El-Onk \| \| \| 37,5 \| Sidi-el-Hani \| Sidi-el-Hani \| \| \| 49,5 \| Oued Zéroud \| Oued Zéroud \| \| \| \| \| \| \| \| \| \| \| \| \| \| \| \| \| \| 59,5 \| Kairouan[1] \| Kairouan[1] \| |                     |              |              |
| Kopfbahnhof Streckenanfang (Strecke außer Betrieb) | 0                   | Sousse       | Sousse       |
| Bahnhof (Strecke außer Betrieb) | 15                  | Oued Laya    | Oued Laya    |
| Bahnhof (Strecke außer Betrieb) | 27                  | El-Onk       | El-Onk       |
| Bahnhof (Strecke außer Betrieb) | 37,5                | Sidi-el-Hani | Sidi-el-Hani |
| Bahnhof (Strecke außer Betrieb) | 49,5                | Oued Zéroud  | Oued Zéroud  |
| Brücke über Wasserlauf (Strecke außer Betrieb) |                     |              |              |
| Brücke über Wasserlauf (Strecke außer Betrieb) |                     |              |              |
| Brücke über Wasserlauf (Strecke außer Betrieb) |                     |              |              |
| Kopfbahnhof Streckenende (Strecke außer Betrieb) | 59,5                | Kairouan     | Kairouan     |

Die Decauville-Bahn Sousse–Kairouan (französisch Chemin de fer Decauville de Sousse à Kairouan) war eine knapp 64 Kilometer lange Decauville-Feldbahn mit einer Spurweite von 600 mm von Sousse nach Kairouan in Tunesien.

## Geschichte
Die französische Armee griff 1881, im Jahr der Errichtung des französischen Protektorats, Kairouan an und besetzte es. Pioniere bauten in dreieinhalb Monaten die knapp 64 Kilometer lange Feldbahn von der Hafenstadt Sousse zur damaligen Hauptstadt Kairouan. Sie verlief zu großen Teilen entlang einer alten Römerstraße.
Die ersten Pferdebahn-Wagen offener Bauart wurden 1. Januar 1882 nach Sousse geliefert. Am 3. Februar 1882 transportierte der erste Zug Verwundete von Kairouan nach Sousse.
Der Betrieb wurde mit einer Geschwindigkeit von 13 km/h mit Pferden besorgt, wobei 150 Wagen verwendet wurden. Die  Personenwagen hatten 16 Sitzplätze dos-à-dos oder zum Transport von Verwundeten 8 Schlafstellen in Hängematten in zwei Etagen an Stelle von je 4 Sitzplätzen. Die Güterwagen waren für 2500 kg Ladung ausgelegt.
Die Bahn wurde auch nach Kriegsende fahrplanmäßig genutzt. Es gab zu dieser Zeit 118 Wagen. Im Januar 1883 wurde ein Express-Zug eingerichtet, der Sousse jeden Morgen verließ und Kairouan in einer Entfernung von 65 km mit regelmäßigem Tausch der Pferde innerhalb von 4 Stunden erreichte. Es wurden auch Dampflokomotiven mit einer Spurweite von 600 mm eingesetzt. 1896 wurde die Bahn von 600 mm auf 1000 mm Spurweite umgespurt.